# بریان چال
بریان چال، روستایی از توابع بخش چندار شهرستان ساوجبلاغ در استان البرز ایران است.

## جمعیت
این روستا در دهستان برغان قرار دارد و براساس سرشماری مرکز آمار ایران در سال ۱۳۸۵، جمعیت آن ۳۳ نفر (۱۶خانوار) بوده‌است.